# St. James’s Square

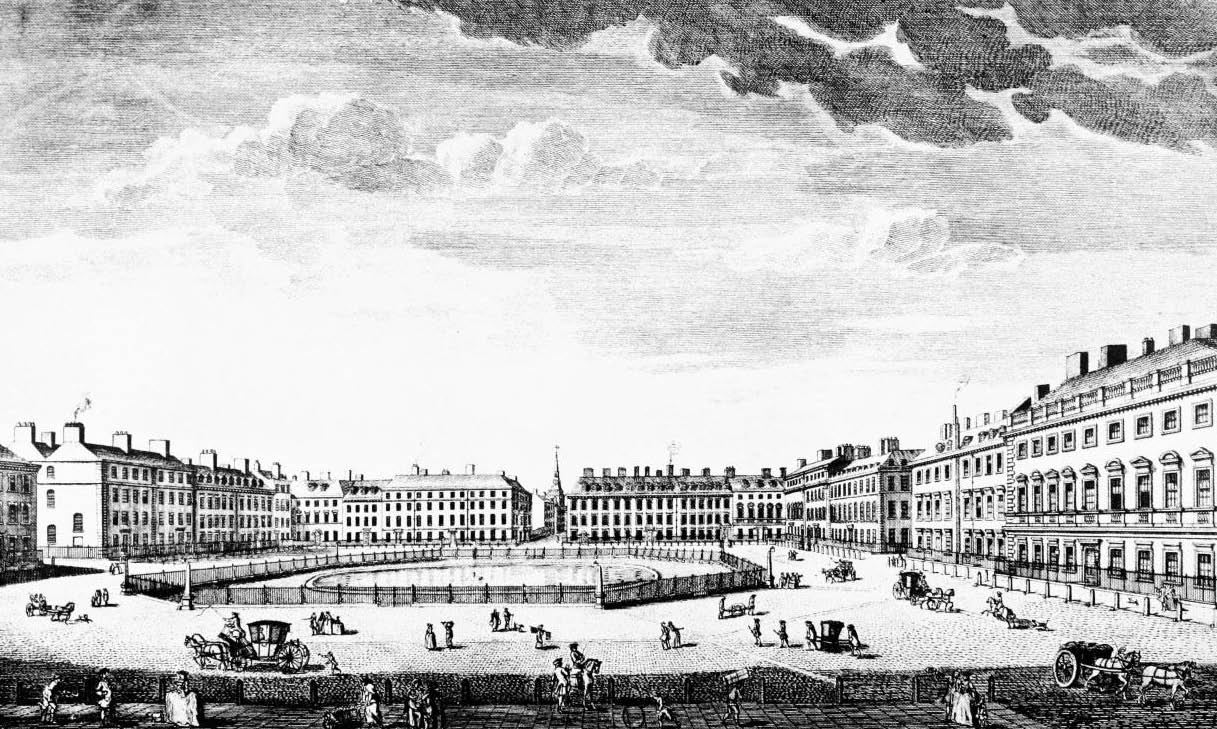
St. James’s Square um 1752

Der Army And Navy Club am St. James’s Square vor 1900

St. James’s Square ist der einzige Platz im exklusiven St. James’s-Viertel in Londons West End. Die Häuser sind im Georgianischen und Neo-Georgianischen Stil erbaut. In der Mitte des Platzes befindet sich ein Garten, in dessen Mitte eine Reiterstatue von William III. steht, die im Jahre 1808 errichtet wurde. Danach wurde der Garten mehrmals umgestaltet.
In früherer Zeit war der St. James’s Square eine der bevorzugten Wohnadressen in London. Bis zum Ende des 18. Jahrhunderts hatten auch viele Botschaften dort ihren Sitz. Heute beherbergen die Gebäude bekannte Unternehmen, das Chatham House, die London Library (Gründer: Thomas Carlyle) sowie exklusive Herrenclubs wie den East India Club.
Bis 1921 lebte die Familie von Lady Elizabeth Bowes-Lyon, der Mutter der Königin Elisabeth II., in Haus Nr. 20.